# Cruziana

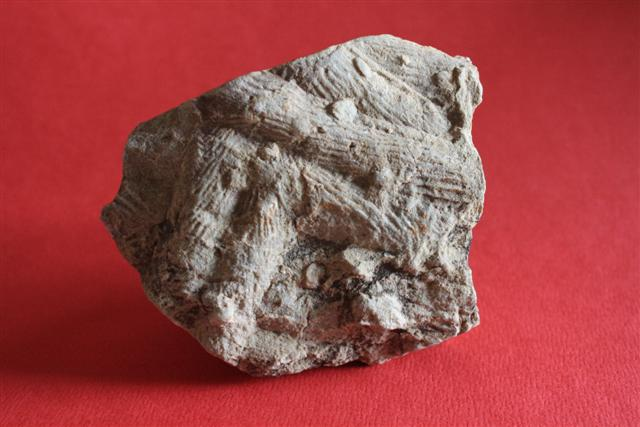
Contramoldes de Cruziana en cuarcita procedente de Villarrubia de los Ojos, Ciudad Real, España.

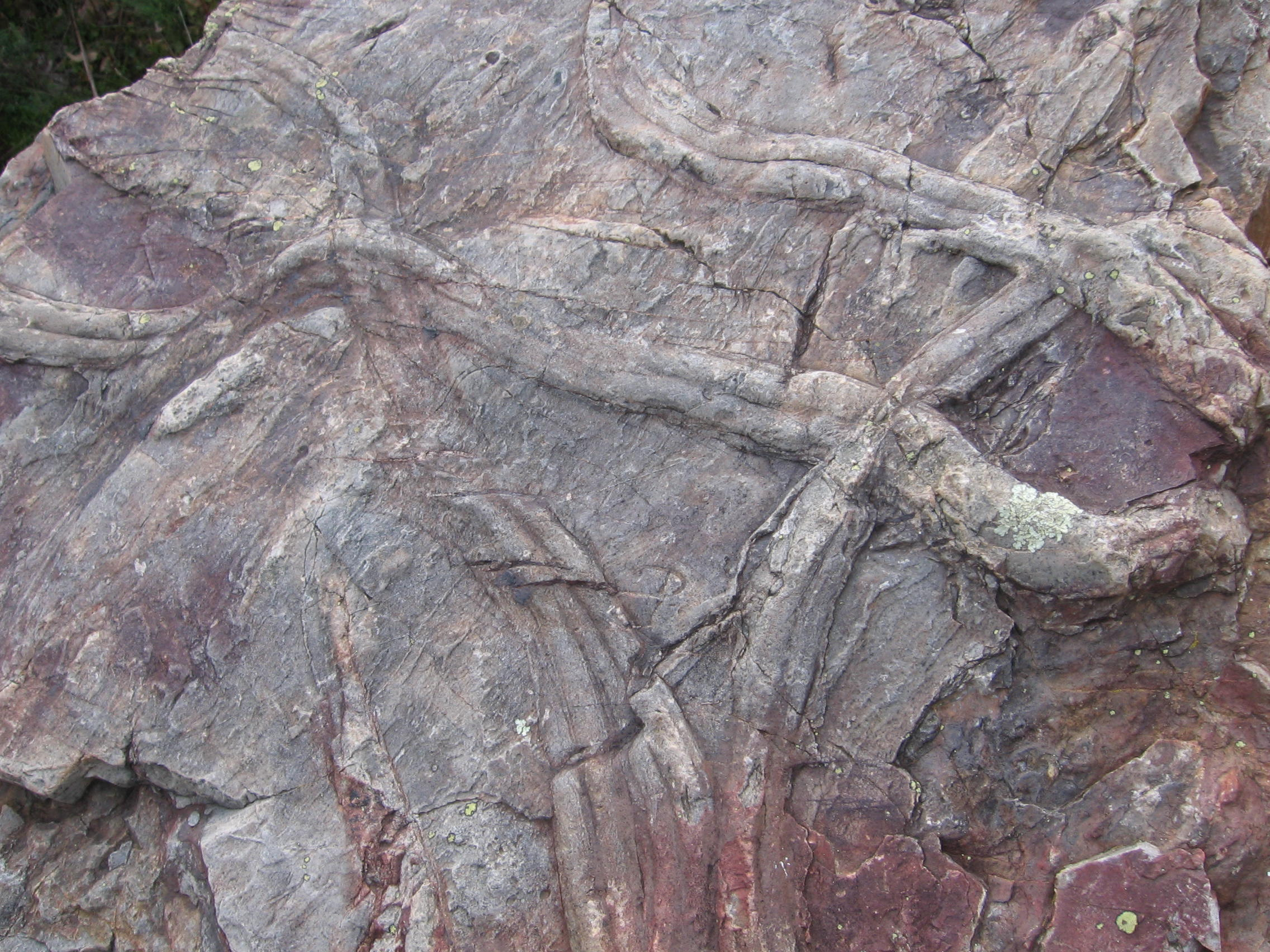
Contramoldes de cruzianas en Penha Garcia, Portugal.

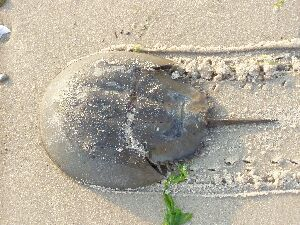
Realización actual de una icnita por un quelicerado (Limulus polyphemus), rastro de génesis similar a la de Cruziana.

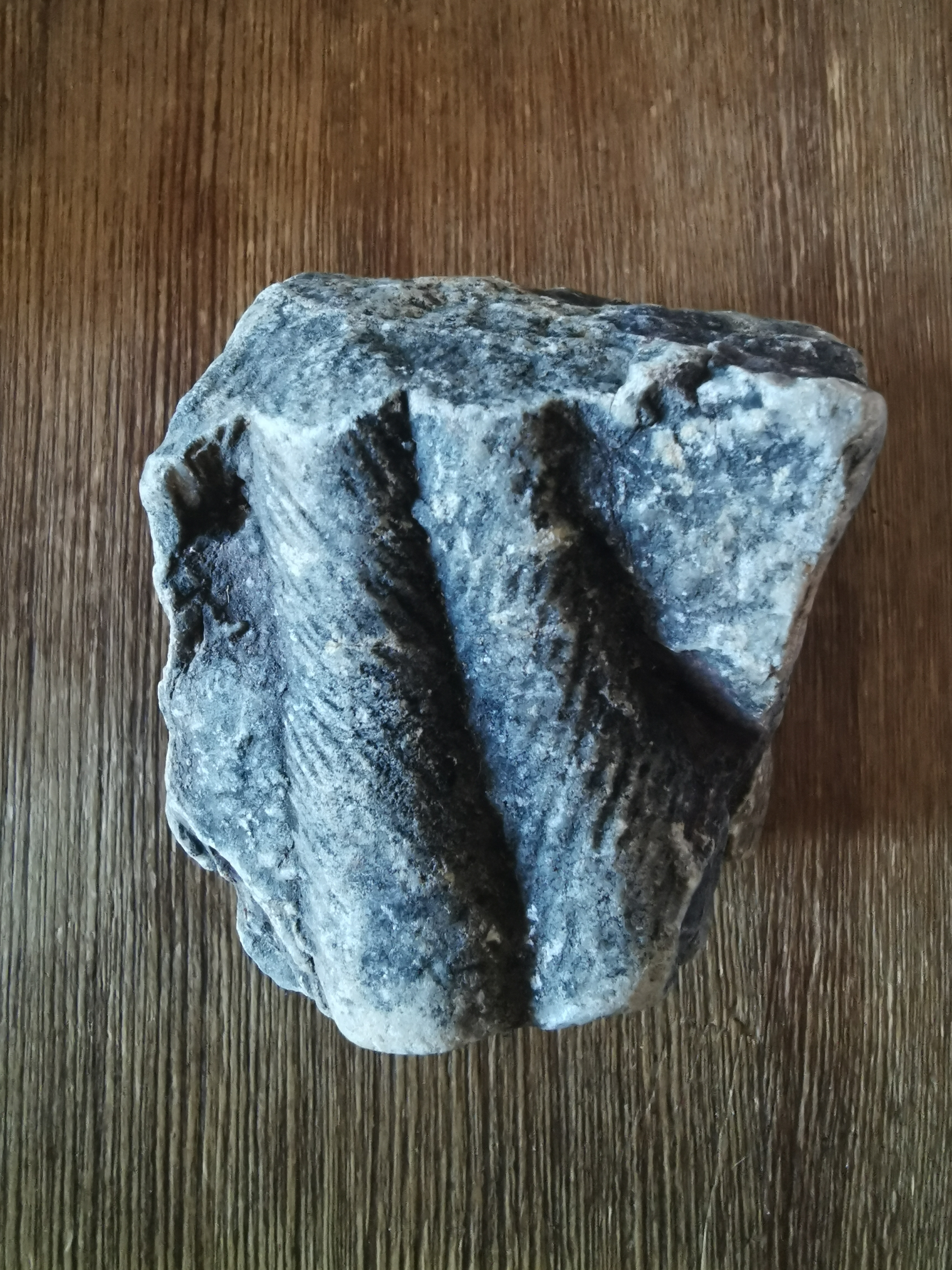
Cruziana en canto de cuarcita. FZS.

Cruziana es un icnogénero perteneciente a un icnofósil —evidencia de la actividad de un organismo— que corresponde al comportamiento de locomoción, uno de los principales productores son los trilobites, que vivieron en los fondos marinos del Paleozoico, hasta el Devónico (desde hace de unos 570 a 360 millones de años atrás). El nombre fue dado por el naturalista francés Alcide D'Orbigny (1802-1857) en honor al general boliviano-peruano Andrés de Santa Cruz.
Los fondos arenosos sobre el que se registran las cruzianas hoy son cuarcitas o cuarzoarenitas, rocas muy duras debido a procesos diagenéticos y metamórficos. Es posible ver crizianas de apenas un centímetro hasta unos diez o quince centímetros de anchura. A veces se observan varios metros cuadrados de pistas bilobuladas en los que esas marcas se entrecruzan. Las cruzianas son fósiles muy abundantes en roquedos cuarcíticos como Los Montes de Toledo. Se encuentra en varios países y ampliamente distribuido por toda la península ibérica.

## Las cruzianas y la cultura popular
A pesar de que las cruzianas son fósiles abundantes la cultura popular no los ha incorporado de forma general al saber del pueblo. No existe, por ejemplo un nombre vernáculo que designe a estos icnofósiles. En algunos municipios se han recogido algunos ejemplares muy bien marcados y se han usado en construcciones de fachadas, pavimentos o acerados. En alguna ocasión se usan como elemento decorativo como en las construcciones efímeras denominadas "cruces de monte" de municipios como Piedrabuena, Ciudad Real (España).
En Villarrubia de los Ojos, Ciudad Real, existía un fósil de Cruziana de gran tamaño junto a la ermita de San Cristóbal que recíbía el nombre de "La espada de Santiago".
En el municipio de Navas de Estena, Ciudad Real existe una "pared" junto al río Estena completamente cubierta de cruzianas. La cultura popular ha elaborado una hermosa historia sobre estas huellas según la cual, se trataría de una joven enamorada convertida en serpiente que despierta cada cien años.
En Porzuna, Ciudad Real, se les denomina "raíces". 